# Escuela Técnica Superior de Arquitectura y Edificación
La Escuela Técnica Superior de Arquitectura y Edificación (cuyo acrónimo es ETSAE) es una escuela de la Universidad Politécnica de Cartagena (UPCT). La titulaciones que imparte son las de Arquitecto (Grado Fundamentos de Arquitectura + Máster Arquitecto) y la de Ingeniería de Edificación título que tiene las atribuciones profesionales del Arquitecto Técnico. Completa su programa educativo con un Máster Universitario Oficial en Patrimonio Arquitectónico y un Máster Universitario Oficial en Ciencia y Tecnología de la Edificación en Arquitectura. Es la única escuela pública de Arquitectura y de Ingeniería de Edificación de la Región de Murcia. 

## Historia
La Escuela Técnica Superior de Arquitectura y Edificación, tiene su origen en los estudios de Arquitectura Técnica que se impartían desde el año 2001 en la Escuela de Ingeniería Civil. En el Año 2008 se toma la decisión de implantar los estudios de Arquitectura, transformar el título de Arquitectura Técnica a Ingeniería de Edificación, y crear la Escuela Técnica Superior de Arquitectura y Edificación.
La nueva escuela permitió a la Universidad Politécnica de Cartagena completar la oferta de títulos al incorporar a un centro con una oferta en estudios Arquitectura e Ingeniería de Edificación y donde fuera posible especializarse a través de los Másteres Oficiales y posterior Doctorado.
Antiguos directores
- José Calvo López (2010-2011)
- Miguel Centellas Soler (2011-2012)
- Antonio Garrido Hernández  (2012 - 2016)
- Carlos J Parra Costa (2016 - actualidad)

## Ubicación
La escuela se encuentra en el Campus CIM en la Calle Real. Un edificio del siglo XVIII, que nació como Penal Militar, pasó a ser Cuartel Militar y actualmente alberga instalaciones de la UPCT. Comparte el espacio con la Escuela Técnica Superior de Arquitectura y Edificación (ETSAE), la Facultad de Ciencias de la Empresa.
En ella se encuentran las aulas de teoría, aulas gráficas, aula de ideación gráfica, aulas de informática (100 puestos), taller de maquetas, taller de impresión digital, taller de construcción, despachos de profesores, zona de dirección, secretaria académica, biblioteca, sala de exposiciones, salón de grados, salón de actos, tienda de la UPCT, cantina y zona de estudios de alumnos. 
En el edificio del ELDI, situado a 10 minutos se encuentra los laboratorios pesados de construcción, instalaciones y materiales. 
Esta previsto en el año 2024 la conclusión del pañol (situado a 1 minuto del CIM) donde se ubicarán los grupos de Investigación de la ETSAE, y una zona docente centrada en el Máster, Taller de maquetas avanzados y recuerdos informáticos avanzados, que sirva de apoyo importante a las instalaciones de la escuela.

## Equipo directivo
- Director: Carlos Parra Costa
- Secretario: Gemma Vazquez Arenas
- Subdirector de Calidad Académica: Josefa Ros Torres
- Subdirectora de Coordinación Académica: María Josefa Muñoz Mora
- Subdirectora de Estudiantes, Empresa, Comunicación y Cultura : Fernando Miguel Garcia Martín
- Subdirector de relaciones Internacionales y Movilidad: Manuel Ródenas López
- Coordinadora del Grado y Máster de Arquitectura: María Josefa Muñoz Mora
- Coordinadora del Grado de Ingeniería de Edificación: Josefa Ros Torres
- Máster de Tecnología de Edificación: Gemma Vazquez Arenas
- Máster de Patrimonio Arquitectónico: Diego Ros Mcdonnel

## Grupos de Iinvestigación
- Advanced Mortars for Building and Architectural Restoration (AMBAR) (investigador responsable: Marcos Lanzón Torres)
- Ciencia y Tecnología Avanzada de Construcción (CTAC) (investigador responsable: Carlos Parra Costa)
- Espacio para Soluciones Constructivas en la Arquitectura(ESCA) (investigador responsable: Francisco Segado Vázquez)
- Habitar Colecivo (HaCo) (investigador responsable: Miguel Centellas Soler)
- Historia de la Construcción (investigador responsable: José Calvo López)
- Laboratorio de Investigación Urbana (investigador responsable: Marcos Ros Sempere)
- Proyecto y Ciudad (P+C) grupo de investigación de Proyectos Arquitectónicos I (investigador responsable: José Eulalio Laborda Yneva)
- Quantum Many Body Systems and Quantum Technologies (QMBS) (investigador responsable: Javier Prior Arce)
- Sostenibilidad de Sistemas urbanos y Arquitectónicos (SOSTURA) (investigador responsable: María Jesús Peñalver Martínez)
- Thermal Analysis and Geomatics (TAG) (investigador responsable: Josefina García León)

### Laboratorios
- Laboratorio de Construcciones Arquitectónicas (Planta Sótano del Edificio ELDI), con capacidad para producir y estudiar piezas reales de hormigón armado, metálicas y madera. Responsable: Dr. Carlos Parra, Grupo de Investigación CTAC

- Laboratorio de Materiales de Construcción Arquitectónica (Planta Segunda del Edificio ELDI), con capacidad para producir y analizar el comportamiento de materiales cerámicos, pétreos, en base cemento. Responsable: Dr. Marcos Lanzón, Grupo de Investigación AMBAR

- Laboratorio de Instalaciones en Edificación(Planta Primera del Edificio ELDI), donde se ensayan en prácticas modelos de instalaciones eléctricas e hidráulicas de edificación, así como de acondicionamiento energético. Responsable: Dra. Gemma Vázquez, Grupo de Investigación PAC

- Laboratorio de Soldadura (Planta tercera del edificio ELDI), con capacidad para realizar y estudiar el comportamiento de soldaduras de elementos metálicos constructivos de edificación. Responsable: Dr. Eusebio Martínez, Grupo de Investigación CTAC

- Laboratorio de Física (Planta baja Edificio Ag Campus Alfonso XIII), con capacidad para ensayar fenómenos mecánicos y de acústica de edificación. Responsable: Dr. Enrique Castro, Grupo de Investigación CTAC

- Taller de Construcción  (Planta primera Edificio CIM), donde se exponen detalles constructivos reales y a escala de elementos significativos de edificación. Responsable: Damian López

- Taller de Maquetas e Impresión digital  (Planta primera Edificio CIM), donde se pueden realizar maquetas con impresión 3D, técnicas de impresión digital, y otras. Además dispone de plotters y otros elementos para imprimir de forma avanzada proyectos. Responsable: Raffaele Pérez

### Movilidad
- Becas Erasmus (37 universidades en 15 países)
- Becas Sicue-Seneca (5 Escuelas de Arquitectura de España)
- Ciencias sin fronteras
- Becas Santander
- Movilidad India

### Servicios
- Servicio CRAI-Biblioteca
- Aulas de informática (más de 100 puestos)
- Laboratorios Docentes y de Investigación (ELDI)
- Servicio de Apoyo a la Investigación Tecnológica (SAIT)
- Unidad de Investigación y Transferencia Tecnológica
- Centro de Producción de Contenidos Digitales
- Servicio de Idiomas
- Oficina de emprendedores y empresas de base tecnológica (OEEBT)

- Datos: Q30902102